# Bài hát sáng tác theo yêu cầu
Bài hát sáng tác theo yêu cầu (tiếng Anh: Custom songs), hay bài hát viết cho các cá nhân thường do một người không có chuyên môn về viết bài hát cung cấp thông tin cho một người viết bài hát để họ chuyển những nội dung ấy vào một bản nhạc thích hợp. Khác với cách chuyển lời bài hát có sẵn vào bản nhạc (tiếng Anh: Song poem) của thập niên 1960 và 1970, những bài hát này thường được mua để làm quà tặng và chủ nhân cũng không có ý định dùng cho mục đích thương mại. Những khách hàng cá nhân phần lớn thuộc Thế hệ X, những người tìm cách tỏ ra năng động và sáng tạo trong cách tặng quà. Với Internet, các bài hát có thể được viết, thu âm, và gửi qua email và vì thế các công đoạn trở nên nhanh gọn và tốn rất ít thời gian.
Số lượng dịch vụ cung cấp về mảng này rất rộng lớn. Một số hãng đơn thuần chỉ cung cấp dịch vụ sáng tác một bài hát với chủ đề cụ thể (ví dụ, một dịp kỷ niệm sinh nhật) ghi trên một đĩa CD với nhãn bên ngoài do khách hàng tự chọn. Số khác có những bước tiến lớn hơn, cung cấp một bài hát đã được thu âm sẵn với tên người nhận được đưa vào trong bài hát đó. Tuy nhiên, những trang web phổ biến nhất lại cung cấp những bài hát gốc hoàn toàn được viết và thu âm từ đầu đến cuối dựa theo các thông tin do khách hàng cung cấp. Một số trang web tuyển một nhà soạn nhạc hay nhà viết bài hát riêng nào đó để viết nhạc, trong khi đó số khác sử dụng phương pháp crowdsourcing bằng cách cho một vài nhà viết bài hát và nhà soạn nhạc cạnh tranh với nhau để tham gia vào dự án.
Một ví dụ của loại bài hát này là đĩa mở rộng (EP) năm 2008 của Chris Staples (dưới bút danh Discover America) "Songs For Sale," trong đó anh viết các bài hát sử dụng phần lời do người hâm mộ gửi đến.
Giá của một bài hát viết theo yêu cầu có thể dao động từ khoảng 99 USD tới vài nghìn USD cho các gói viết bài hát theo yêu cầu dạng "premium" (có phí).
Một ví dụ về một gói bài hát theo yêu cầu dạng premium là "YourPremiumCustomSong.com" Lưu trữ ngày 30 tháng 9 năm 2017 tại Wayback Machine của Aurelio Sablone; cùng với bài hát gốc được thu âm chuyên nghiệp, gói này còn có: video bài hát (Song Video), tấm in bài hát bằng gỗ và bạc (Wooden and Silver Song-Plaque), vòng cổ "Bài hát trái tim" ("Heart-Song" Necklace), bản nháp viết tay lời bài hát gốc được đóng khung (Original Framed Handwritten Draft of song lyrics), và video của bình luận của người sáng tác về bài hát này.
Khách hàng cũng có thể lựa chọn thêm các dịch vụ khác, bao gồm cả một màn biểu diễn trực tiếp bài hát theo yêu cầu đó tại một sự kiện đặc biệt nào đó.